# Префектура Тотіґі
Префекту́ра Точі́ґі (яп. 栃木県, とちぎけん, МФА: [tot͡ɕigʲi keɴ]?) — префектура в Японії, в регіоні Канто
.  Розташована в східній частині острова Хонсю. Адміністративний центр префектури — Уцуномія. Межує з префектурами Сайтама, Ібаракі, Ґумма та Фукусіма. Заснована 1871 року на основі провінції Кодзуке. Площа становить 6408,28 км². Станом на 1 серпня 2011 року в префектурі мешкало 1 999 823 осіб. Густота населення складала 312 осіб/км². Основою економіки є сільське господарство й харчова промисловість. 

## Короткі відомості

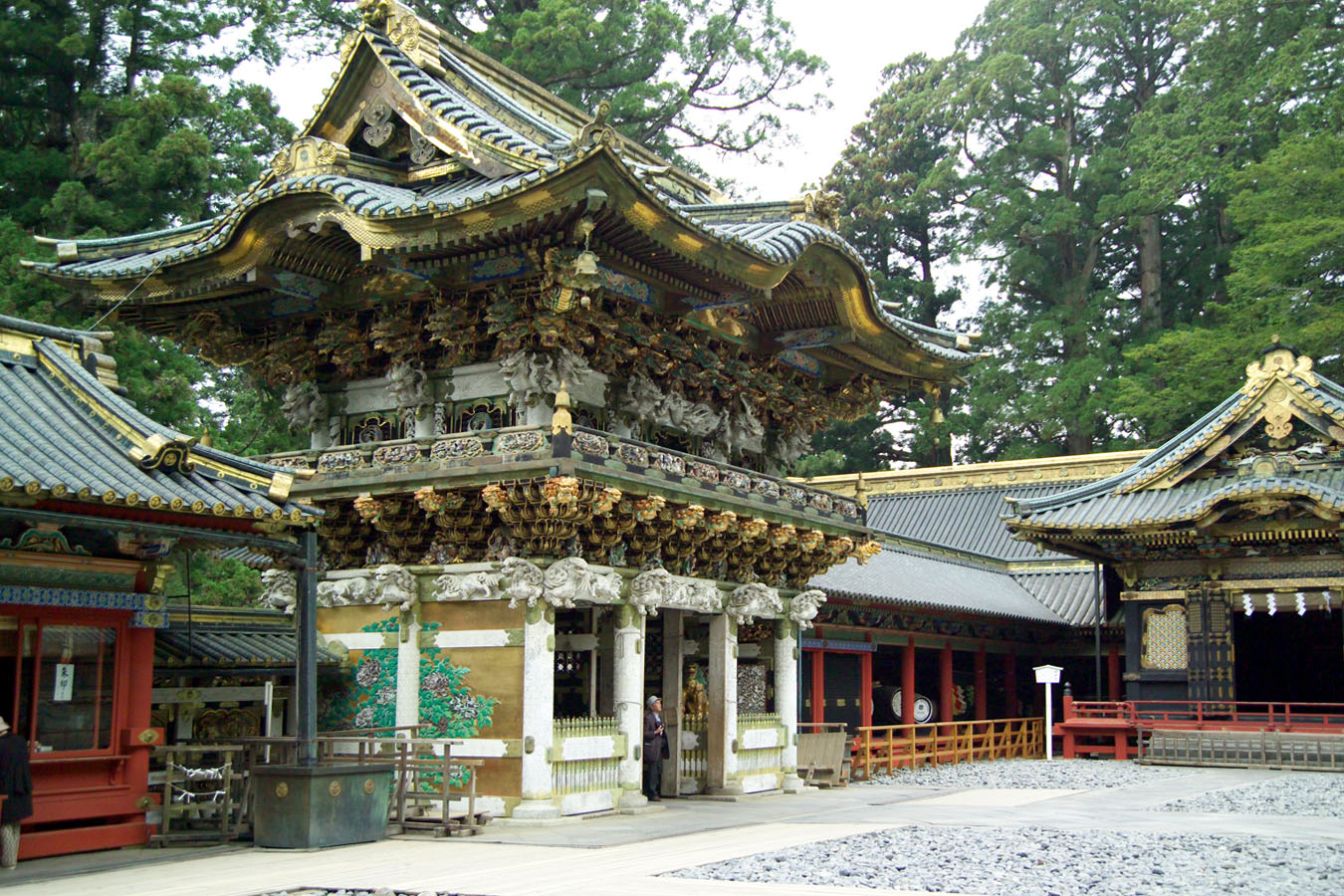
Святилище Тосьо — головна культова споруда префектури Тотіґі

Префектура Тотіґі розташована на півночі регіону Канто. Вона належить до небагатьох японських префектур, що не мають виходу до моря. На півночі Тотіґі межує з префектурою Фукусіма, на заході — з префектурою Ґумма, на півдні — з префектурами Ібаракі, Сайтама і Ґумма, а на сході — з Ібаракі. Північні, східні й західні райони Тотіґі гористі. Центр і південь займає Кантоська рівнина. Для рівнинних районів характерний помірний клімат. Адміністративно-політичний центр Тотіґі — місто Уцуномія — віддалений від столиці Токіо на 100 км.
У доісторичні часи територію префектури Тотіґі заселяли автохтонні племена еміші. Вони перебували під впливом молодої японської держави Ямато. До 5 століття землі Тотіґі, разом із землями сусідньої префектури Ґумма, утворювали єдину політичну одиницю — край Кену. Згодом він був поділений на південну (верхню) і північну (нижню) частини. У 7 столітті ці частини перетворилися на яматоські провінції Кодзуке та Сімоцуке. Новітня префектура Тотіґі була утворена в 19 столітті на основі останньої провінції.
Префектура Тотіґі сполучає регіони Канто та Тохоку, відіграючи роль великого транспортного центру Східної Японії. Більшість мешканців проживає в районах великих залізничних станцій, переважно у рівнинній місцевості. Населення Тотіґі поступово зростає, хоча за кількістю жителів префектура займає останнє місце в регіоні Канто.
Тотіґі лежить на півночі столичної агломерації й має тісні зв'язки з Токіо та Йокогамою. Традиційно основою економіки префектури є сільське господарство і промисловість, спрямовані на забезпечення потреб цих міських центрів. Важливе місце також займає одноденний туризм, зокрема відвідини Світової спадщини ЮНЕСКО в Нікко. За розміром ВВП префектура посідає 17-те місце з усіх префектур, а за рівнем доходів — 6.

## Освіта
- Уцуномійський університет